# Maleae
Pyreae
Tribu
Classification TaxRef (INPN)
Tribu
Les Maleae, syn. Pyreae, sont une tribu de plantes à fleurs de la famille des Rosaceae et de la sous-famille des Amygdaloideae, à laquelle appartient des arbres tels que le pommier.

## Description
Cette tribu comprend un certain nombre de plantes portant des fruits commercialement importants tels que les pommes et les poires mais aussi les coings, les nèfles, et d'autres espèces ornementales. Des taxonomies plus anciennes séparaient une partie de ce groupe dans la tribu des Crataegeae,, dans le groupe Cydonia (un placement provisoire), et certains genres ont été placés dans la famille des Quillajaceae.
La tribu se compose exclusivement d'arbustes et de petits arbres. La plupart ont des fruits d'un type qui n'existe pas chez les autres espèces de la famille des Rosaceae. Toutes ces espèces (à l'exception du genre Vauquelinia avec 15 chromosomes) ont un nombre de base haploïde de chromosomes de 17, au lieu de 7, 8 ou 9 comme chez les autres espèces de Rosaceae.
Il existe environ 28 genres pour environ 1100 espèces dans le monde, la plupart de ces espèces se trouvant dans la partie tempérée de l'hémisphère nord.

## Liste des genres
Selon GRIN (8 avril 2024) :
- sous-tribu des Lindleyinae
  - Kageneckia Ruiz & Pav.
  - Lindleya Kunth
  - Lindleyella Rydb. - synonyme de Lindleya Kunth
  - Neolindleyella Fedde - synonyme de Lindleya Kunth
- sous-tribu des Malinae
  - Amelanchier Medik.
  - ×Amelasorbus Rehder
  - Aria (Pers.) Host
  - Ariosorbus Koidz.  - synonyme de Sorbus L.
  - Aronia Medik.
  - ×Borkhausenia Sennikov & Kurtto - synonyme de ×Tormariosorbus Mezhenskyj
  - Chaenomeles Lindl.
  - ×Chamaearia Mezhenskyj
  - Chamaemeles Lindl.
  - Chamaemespilus Medik.
  - ×Chamariosorbus Mezhenskyj
  - Choenomeles Lindl., orth. var. - synonyme de Chaenomeles Lindl.
  - Cormus Spach
  - Cotoneaster Medik.
  - +Crataegomespilus Simon-Louis ex Bellair
  - ×Crataegosorbus Pojark.
  - Crataegus L.
  - ×Crataemespilus E. G. Camus
  - ×Cydolus Rudenko
  - ×Cydomalus De Paoli et al.  - synonyme de ×Cydolus Rudenko
  - Cydonia Mill.
  - Dichotomanthes Kurz
  - Docynia Decne.
  - Docyniopsis (C. K. Schneid.) Koidz.  - synonyme de Malus Mill.
  - Eriobotrya Lindl.
  - Eriolobus (DC.) M. Roem.  - synonyme de Malus Mill.
  - Hahnia Medik.  - synonyme de Torminalis Medik.
  - ×Hedlundia Sennikov & Kurtto
  - Hesperomeles Lindl.
  - Heteromeles M. Roem.
  - ×Karpatiosorbus Sennikov & Kurtto  - synonyme de ×Tormaria Mezhenskyj
  - Lazarolus Medik.  - synonyme de ×Sorbopyrus C. K. Schneid.
  - ×Majovskya Sennikov & Kurtto  - synonyme de ×Chamaearia Mezhenskyj
  - Malacomeles (Decne.) Decne.
  - ×Malosorbus Browicz
  - Malus Mill.
  - Mespilus L.
  - Micromeles Decne.
  - Nagelia Lindl.  - synonyme de Malacomeles (Decne.) Decne.
  - ×Normeyera Sennikov & Kurtto  - synonyme de ×Chamariosorbus Mezhenskyj
  - Osteomeles Lindl.
  - Peraphyllum Nutt.
  - Phippsiomeles B. B. Liu & J. Wen
  - Photinia Lindl.
  - Pleiosorbus Li H. Zhou & C. Y. Wu  - synonyme de Sorbus L.
  - Pourthiaea Decne.
  - Pseudocydonia (C. K. Schneid.) C. K. Schneid.
  - Pyracantha M. Roem.
  - ×Pyracomeles Rehder ex Guillaumin
  - ×Pyralus Mezhenskyj
  - +Pyrocydonia H. K. A. Winkl. ex L. L. Daniel
  - ×Pyromeles Mezhenskyj
  - ×Pyronia H. J. Veitch ex Trab.
  - Pyrus L.
  - Raphiolepis Lindl., orth. var.  - synonyme de Rhaphiolepis Lindl.
  - Rhaphiolepis Lindl.
  - ×Scandosorbus Sennikov  - synonyme de ×Tormariosorbus Mezhenskyj
  - ×Sorbaronia C. K. Schneid.
  - ×Sorbocotoneaster Pojark.
  - ×Sorbomespilus ined.
  - ×Sorbopyrus C. K. Schneid.
  - Sorbus L.
  - Sportella Hance  - synonyme de Pyracantha M. Roem.
  - Stranvaesia Lindl.
  - ×Tormaria Mezhenskyj
  - ×Tormariosorbus Mezhenskyj
  - Torminalis Medik.
- sous-tribu incertae sedis
  - Vauquelinia Corrêa ex Humb. & Bonpl.

Une classification traditionnelle des Maleae comprend les genres suivants,,, :
- Amelanchier - Amélanchier
- Aria
- Aronia - Aronia
- Chaenomeles - Cognassier du Japon
- Chamaemespilus
- Cormus - Cormier
- Cydonia - Cognassier
- Dichotomanthes
- Docynia
- Eriobotrya - Néflier du Japon
- Eriolobus
- Heteromeles
- Malacomeles - Faux amélanchier
- Malus - Pommiers
- Osteomeles
- Peraphyllum
- Phippsiomeles[7]
- Photinia
- Pourthiaea[7]
- Pseudocydonia
- Pyrus - Poiriers
- Rhaphiolepis
- Sorbus - Sorbiers et Alisiers
- Stranvaesia[7]
- Torminalis

hybrides intergénériques, :
- ×Amelasorbus
- ×Malosorbus
- ×Sorbaronia
- ×Sorbopyre

et chimères de greffe :

+Pyrocydonia - chimère poire-coing

### Genres de la tribu desCrataegeae
Un traitement taxonomique inclut dans les Maleae les genres suivants, qui étaient auparavant séparés dans la tribu des Crataegeae (ou en tant qu'hybrides intertribaux) :
- Cotoneaster - Cotonéaster
- Crataegus - Aubépine
- Mespilus - Néflier
- Pyracantha - Buisson ardent

hybrides intergénériques (y compris intertribaux) :
- ×Crataemespilus
- ×Crataegosorbus
- ×Sorbocotoneaster

hybride greffé :
- ×Crataegomespilus

### Anciens genres de la famille desQuillajaceae
Les genres suivants étaient auparavant placés dans la tribu des Quillajeae des Rosaceae ou dans la famille des Quillajaceae. Leurs fruits sont des capsules sèches et non des pépins.
- Kageneckia
- Vauquelinia
- Lindleya